# Schloss Grafenstein

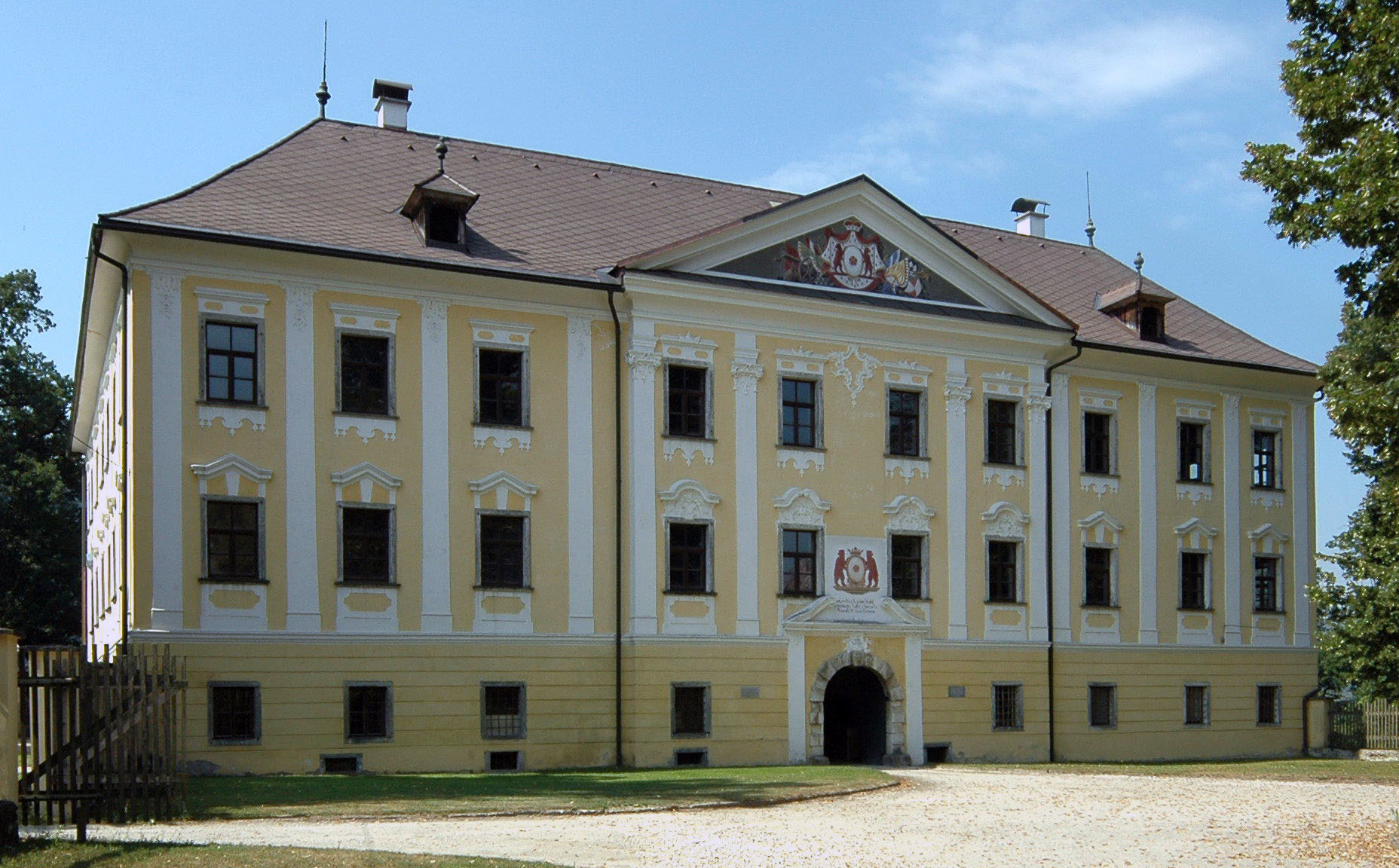
Schloss Grafenstein in Kärnten (2006)

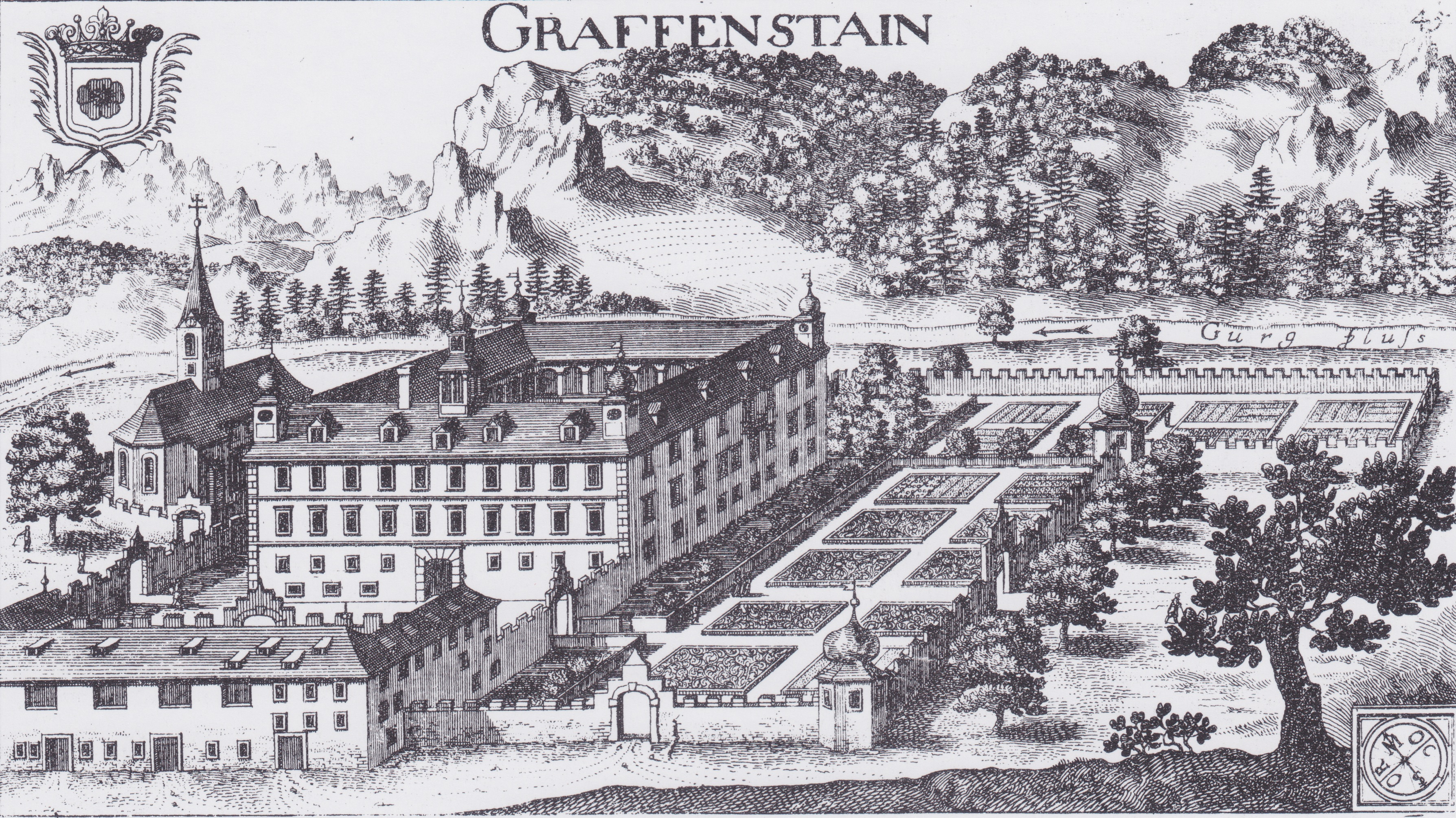
Schloss Grafenstein Valvasor 1688

Schloss Grafenstein ist ein Schloss in der Kärntner Gemeinde Grafenstein. Es befindet sich noch heute im Besitz der Erbauerfamilie Orsini-Rosenberg.
Das Schloss liegt westlich des Ortes Grafenstein. Es ist ein dreigeschoßiger, kubischer Bau mit zwölf bzw. acht Achsen und hat einen dreigeschoßigen Arkaden-Innenhof. Im Hof befindet sich eine auf 1638 datierte Inschrift des Erbauers, Johann Andreas von Rosenberg. Eine weitere Tafel gibt es von Georg Nikolaus Rosenberg von 1660, der das obere Stockwerk erbauen ließ. Unter Vinzenz von Orsini-Rosenberg erfolgte 1770 eine Gliederung der Fassaden mit Kolossalpilastern, Fensterverdachungen und Dreiecksgiebeln. Im Inneren befinden sich Rokokostukkaturen aus der Zeit 1760 bis 1770 und illusionistische Wandmalereien von etwa 1780.